# ویلهلم آیلرس

ویلهلم آیلرس

ویلهلم آیلرس (به آلمانی: Wilhelm Eilers) (زادهٔ ۲۷ سپتامبر ۱۹۰۶ در لایپزیگ — درگذشتهٔ ۳ ژوئیهٔ ۱۹۸۹ در وورتسبورگ) ایران‌شناس اهل آلمان بود. ایلرس یکی از  پرکارترین شرق شناسان بود که در زمینه سامی و خط میخی و همچنین در مطالعات ایران قدیم و جدید تحقیق می کرد. او خود تخصص های خود را به عنوان تاریخ حقوقی و حقوق میخی، کتیبه، گویش ها، فولکلور، شعر عامیانه، اسم سازی، فرهنگ شناسی و نام شناسی، ریشه شناسی، معناشناسی تطبیقی و دستور زبان عمومی فهرست کرده است. او می توانست باستان شناسی، تاریخ دین، ریشه های سامی و چندین زمینه دیگر را اضافه کند. ایلرس ، که اولین آموزش آکادمیک او در رشته حقوق بود ، اولین تحقیقات خود را در مورد منابع میخی تاریخ حقوقی انجام داد. او در سال 1931 پایان نامه ای در مورد قانون بابل قدیم نوشت. ایلرس در نهایت بر نام های جغرافیایی ایران و کشورهای مجاور متمرکز شد و کار اصلی او در این زمینه Der Name Demawend بود. او جزء نویسندگان تاریخ ایران کمبریج بود.

## آثار
- Die Gesetzesstele Chammurabis. Gesetze um die Wende des dritten vorchristlichen Jahrtausends. 1932 (Neuausgabe 2009: Codex Hammurabi: Die Gesetzesstele حمورابی von Hammurabi.)
- Der alte Name des persischen Neujahrsfestes. 1953
- Deutsch-Persisches Wörterbuch. In mehreren Lieferungen von A bis feucht erschienen zwischen 1959 und 1983
- Als Herausgeber: Persische Handschriften. Teil 1. 1968
- Die vergleichend-semasiologische Methode in der Orientalistik. 1974
- Herausgegeben mit Ulrich Schapka: Westiranische Mundarten aus der Sammlung Wilhelm Eilers. Band 1: Die Mundart von Chunsar. 1976; Band 2: Die Mundart von Gäz. 1979; Band 3: Die Mundart von Sivänd. 1988
- Sinn und Herkunft der Planetennamen. 1978
- Geographische Namengebung in und um Iran. Ein Überblick in Beispielen. 1982
- Der Name Demawend. 1988